# 馬克·莫利納羅
馬克·莫利納羅（英語：Marc Molinaro，1975年10月8日—）是美國的一位政治家，自2023年開始是紐約州第十九國會選區選出的眾議院議員，黨籍是共和黨。

## 外部連結

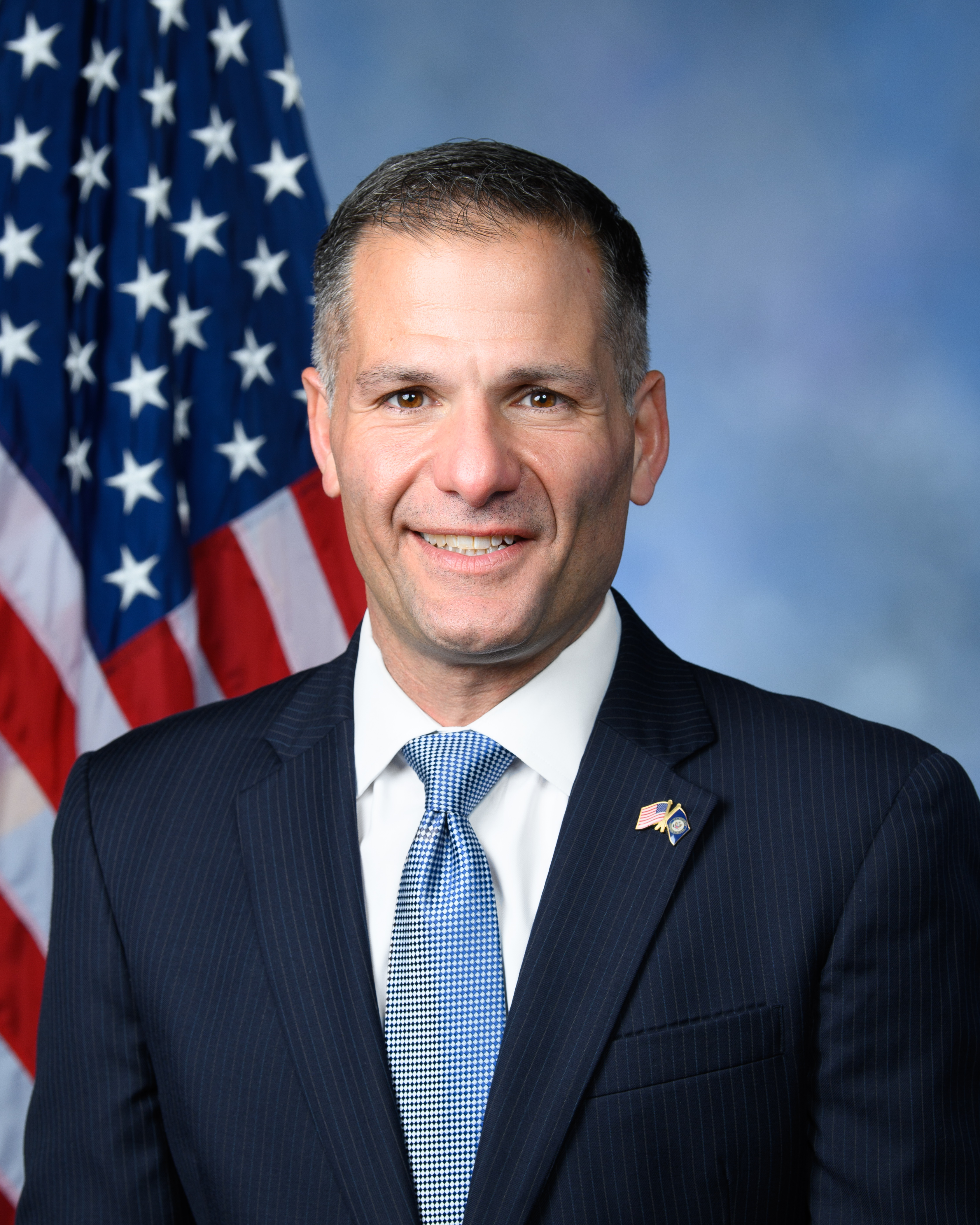

- Congressman Marc Molinaro （页面存档备份，存于） official U.S. House website
- Marc Molinaro for Congress （页面存档备份，存于）

- 美國國會國家人物傳記大辭典中的傳記
- 由華盛頓郵報維護的投票記錄
- 智慧投票计划中的傳記、投票紀錄及利益集團評級
- 聯邦選舉委員會中的競選財務報告和數據
- C-SPAN內的頁面（英文）